# Idiolispa aestivalis
Idiolispa aestivalis là một loài tò vò trong họ Ichneumonidae.